# Sanne Verhagen
Sanne Verhagen (ur. 24 sierpnia 1992) – holenderska judoczka. Olimpijka z Rio de Janeiro 2016, gdzie zajęła dziewiąte miejsce w wadze lekkiej.
Brązowa medalistka mistrzostw świata w 2014; uczestniczka zawodów w 2015 i 2019. Startowała w Pucharze Świata w latach 2012−2015. Piąta na igrzyskach europejskich w 2015 i 2019 roku.

## Letnie Igrzyska Olimpijskie 2016
| Konkurencja | Rundy eliminacyjne        | Rundy eliminacyjne            | Klas. końcowa |
| Konkurencja | Przeciwnik I              | Przeciwnik II                 | Miejsce       |
| ----------- | ------------------------- | ----------------------------- | ------------- |
| 57 kg       | Hortense Diédhiou (SEN) Z | Dordżsürengijn Sumjaa (MGL) P | 9.            |